# ناحیه کالیرو
ناحیه کالیرو (به لاتین: Kaliro District) یک منطقهٔ مسکونی در اوگاندا است که در استان شرقی، اوگاندا واقع شده‌است. ناحیه کالیرو ۱٬۰۶۲٫۷ کیلومتر مربع مساحت و ۲۱۶٬۵۰۰ نفر جمعیت دارد و ۱٬۱۰۰ متر بالاتر از سطح دریا واقع شده‌است.